# Bremen
Bài này viết về thành phố Bremen. Về các nghĩa khác của Bremen đọc Bremen (định hướng)
Bremen (phiên âm tiếng Việt: Brê-men; /ˈbreɪmən/, còn US: /ˈbrɛmən/; Hạ Đức cũng được gọi: Breem hoặc Bräm), tên chính thức Thành phố Đô thị Bremen (tiếng Đức: Stadtgemeinde Bremen, IPA: [ˈʃtatɡəˌmaɪndə ˈbʁeːmən] ⓘ) là thủ phủ bang Thành phố Hanse Tự do Bremen, một trong hai thành phố bang của Đức bao gồm Bremen và Bremerhaven. Với khoảng 570.000 dân, thành phố Liên minh Hanse này là thành phố đông dân thứ 11 tại Đức và là thành phố lớn thứ hai ở miền Bắc Đức chỉ sau Hamburg.
Bremen là thành phố lớn nhất trên sông Weser, con sông dài nhất chảy hoàn toàn ở Đức, chảy từ thượng nguồn dài 60 km (37 mi) đổ ra cửa sông ở biển Bắc và được bao quanh bởi bang Niedersachsen. Là một thành phố thương mại và công nghiệp, Bremen cùng với Oldenburg và Bremerhaven tạo thành vùng đô thị Tây Bắc có dân số 2,5 triệu người. Bremen tiếp giáp với các thị trấn của Niedersachsen là Delmenhorst, Stuhr, Achim, Weyhe, Schwanewede và Lilienthal. Có một lãnh thổ tách rời của bang Bremen là Bremerhaven còn được gọi là "Khu vực cảng hải ngoại thành phố Bremerhaven". Bremen là thành phố lớn thứ tư trong khu vực phương ngữ Hạ Đức sau Hamburg, Dortmund và Essen.
Cảng Bremen cùng với Bremerhaven ở cửa sông Weser là cảng lớn thứ hai ở Đức chỉ sau Hamburg. Sân bay Bremen nằm trong hai quận phía nam Neustadt-Neuenland là một trong 12 sân bay bận rộn nhất ở Đức.
Bremen là một trung tâm văn hóa và kinh tế lớn của miền Bắc nước Đức. Thành phố là nơi có hàng chục phòng trưng bày nghệ thuật và bảo tàng lịch sử, từ các tác phẩm điêu khắc lịch sử đến các bảo tàng nghệ thuật lớn, chẳng hạn như Bảo tàng Hải ngoại Bremen. Tòa đô chính Bremen và tượng Roland tại quảng trường chợ được UNESCO công nhận là Di sản thế giới. Bremen được nhiều người biết đến qua truyện cổ tích Những nhạc công Thành Bremen của Anh em nhà Grimm và có một bức tượng dành riêng cho nó trước tòa thị chính thành phố.
Bremen nổi tiếng là một thành phố của tầng lớp lao động. Thành phố là nơi đặt trụ sở của nhiều công ty đa quốc gia và các trung tâm sản xuất. Các công ty có trụ sở chính tại Bremen bao gồm công ty sôcôla Hachez và Vector Foiltec. Câu lạc bộ bóng đá được biết đến nhiều nhất của Bremen là SV Werder Bremen có sân nhà tại Sân vận động Weser nằm ngay bên bờ sông Weser.